# Nicholas Purcell
Nicholas „Nick” Purcell (ur. 28 czerwca 1990 w Concord, New Hampshire) – amerykański aktor.
W 2008 ukończył Concord High School. Rozpoznawalność zapewniła mu rola Jake’a Collinsa z serialu młodzieżowego Nickelodeon Brygada (2009–2013). Wystąpił także w serialach: As the World Turns i Prawo i porządek: Zbrodniczy zamiar.

## Filmografia

### Filmy
- 2005: Dangerous Crosswinds jako Grits
- 2005: Miłosna zagrywka jako fan Red Soxa
- 2007: Gdzie jesteś Amando? jako punk
- 2009: Apocrypha (film krótkometrażowy) jako chłopak
- 2009: Surogaci jako Pulaski / Komandos

### Seriale
- 2006: Amerykańskie doświadczenia (American Experience, serial dokumentalny) jako Charles Adams
- 2006: Boys Life jako miotacz (baseball)
- 2007: Prawo i porządek: Zbrodniczy zamiar jako Ben
- 2007–2008: As the World Turns jako Ty
- 2009–2013: Brygada jako Jake Collins
- 2010: Chirurdzy jako Doug